# Enric Saborit
Enric Saborit Teixidor (Barcelona, 27 de abril de 1992) é um futebolista profissional espanhol que atua como defensor. Atualmente está no Gaziantep.

## Carreira
Enric Saborit começou a carreira no Athletic Bilbao.